# Liga ACB 1986-1987
La Liga ACB 1986-1987 è stata la 31ª edizione del massimo campionato spagnolo di pallacanestro maschile. La vittoria finale è stata ad appannaggio del Barcellona.

## Risultati

### Stagione regolare

#### Prima fase

##### Grupo Impar
|    | Squadra                 | G  | V  | P  | PF    | PS    | Qualificazione |
| -- | ----------------------- | -- | -- | -- | ----- | ----- | -------------- |
| 1. | Real Madrid             | 14 | 12 | 2  | 1.337 | 1.151 | Grupo A-1      |
| 2. | Ron Negrita Joventut    | 14 | 12 | 2  | 1.295 | 1.190 | Grupo A-1      |
| 3. | Estudiantes Caja Postal | 14 | 7  | 7  | 1.310 | 1.275 | Grupo A-1      |
| 4. | Cajabilbao              | 14 | 7  | 7  | 1.214 | 1.247 | Grupo A-1      |
| 5. | Magia Huesca            | 14 | 5  | 9  | 1.152 | 1.221 | Grupo A-2      |
| 6. | Caja de Álava           | 14 | 5  | 9  | 1.135 | 1.208 | Grupo A-2      |
| 7. | Leche Río Breogán       | 14 | 5  | 9  | 1.168 | 1.237 | Grupo A-2      |
| 8. | Fórum Valladolid        | 14 | 3  | 11 | 1.159 | 1.241 | Grupo A-2      |

##### Grupo par
|    | Squadra             | G  | V  | P  | PF    | PS    | Qualificazione |
| -- | ------------------- | -- | -- | -- | ----- | ----- | -------------- |
| 1. | Barcellona          | 14 | 12 | 2  | 1.394 | 1.153 | Grupo A-1      |
| 2. | CAI Saragozza       | 14 | 11 | 3  | 1.322 | 1.173 | Grupo A-1      |
| 3. | Cajacanarias        | 14 | 9  | 5  | 1.316 | 1.265 | Grupo A-1      |
| 4. | Cacaolat Granollers | 14 | 8  | 6  | 1.225 | 1.249 | Grupo A-1      |
| 5. | Gin MC Sarriá       | 14 | 6  | 8  | 1.231 | 1.255 | Grupo A-2      |
| 6. | TDK Manresa         | 14 | 4  | 10 | 1.153 | 1.300 | Grupo A-2      |
| 7. | Oximesa Granada     | 14 | 3  | 11 | 1.145 | 1.281 | Grupo A-2      |
| 8. | Clesa Ferrol        | 14 | 3  | 11 | 1.103 | 1.213 | Grupo A-2      |

#### Seconda fase

##### Grupo A-1
|    | Squadra                 | G  | V  | P  | PF    | PS    | Qualificazione |
| -- | ----------------------- | -- | -- | -- | ----- | ----- | -------------- |
| 1. | Barcellona              | 14 | 11 | 3  | 1.473 | 1.260 | playoff        |
| 2. | Ron Negrita Joventut    | 14 | 11 | 3  | 1.379 | 1.320 | playoff        |
| 3. | CAI Saragozza           | 14 | 8  | 6  | 1.306 | 1.291 | playoff        |
| 4. | Real Madrid             | 14 | 8  | 6  | 1.350 | 1.295 | playoff        |
| 5. | Estudiantes Caja Postal | 14 | 6  | 8  | 1.324 | 1.363 | playoff        |
| 6. | Cajabilbao              | 14 | 5  | 9  | 1.290 | 1.399 | playoff        |
| 7. | Cajacanarias            | 14 | 4  | 10 | 1.339 | 1.380 | playoff        |
| 8. | Cacaolat Granollers     | 14 | 3  | 11 | 1.192 | 1.345 | playoff        |

##### Grupo A-2
|     | Squadra           | G  | V | P  | PF   | PS   | Qualificazione |
| --- | ----------------- | -- | - | -- | ---- | ---- | -------------- |
| 9.  | TDK Manresa       | 14 | 9 | 5  | 1244 | 1227 | playoff        |
| 10. | Oximesa Granada   | 14 | 9 | 5  | 1187 | 1181 | playoff        |
| 11. | Caja de Álava     | 14 | 8 | 6  | 1296 | 1264 | playoff        |
| 12. | Magia Huesca      | 14 | 8 | 6  | 1234 | 1225 | playoff        |
| 13. | Fórum Valladolid  | 14 | 7 | 7  | 1215 | 1195 | playout        |
| 14. | Leche Río Breogán | 14 | 7 | 7  | 1250 | 1224 | playout        |
| 15. | Gin MC Sarriá     | 14 | 6 | 8  | 1242 | 1262 | playout        |
| 16. | Clesa Ferrol      | 14 | 2 | 12 | 1151 | 1241 | playout        |

### Play-out
| Fórum Valladolid | 3 – 0 | Clesa Ferrol |

| Leche Río Breogán | 1 – 3 | Gin MG Sarriá |

Verdetti: Clesa Ferrol e Leche Río Breogán retrocesse nella Primera División B

## Playoff
|  | Primo turno          | Primo turno          |                      |                      | Quarti di finale | Quarti di finale     |   |  | Semifinali | Semifinali |  |  | Finale | Finale |
|  |                      |                      |                      |                      |                  |                      |   |  |            |            |  |  |        |        |
|  |                      |                      |                      |                      |                  |                      |   |  |            |            |  |  |        |        |
|  |                      |                      |                      |                      |                  |                      |   |  |            |            |  |  |        |        |
|  | 1. Barcellona        | 2                    |                      |                      |                  |                      |   |  |            |            |  |  |        |        |
|  | 1. Barcellona        | 2                    | 8. Granollers        | 2                    |                  |                      |   |  |            |            |  |  |        |        |
|  |                      | 8. Granollers        | 8. Granollers        | 2                    | 0                |                      |   |  |            |            |  |  |        |        |
|  | 9. Manresa           | 8. Granollers        | 1                    |                      | 0                | 1. Barcellona        | 3 |  |            |            |  |  |        |        |
|  | 9. Manresa           |                      | 1                    |                      |                  | 1. Barcellona        | 3 |  |            |            |  |  |        |        |
|  |                      |                      |                      | 4. Real Madrid       | 1                |                      |   |  |            |            |  |  |        |        |
|  | 4. Real Madrid       | 2                    |                      | 4. Real Madrid       | 1                |                      |   |  |            |            |  |  |        |        |
|  | 4. Real Madrid       | 2                    | 5. Estudiantes       | 2                    |                  |                      |   |  |            |            |  |  |        |        |
|  |                      | 5. Estudiantes       | 5. Estudiantes       | 2                    | 1                |                      |   |  |            |            |  |  |        |        |
|  | 12. Peñas Huesca     | 5. Estudiantes       | 0                    |                      | 1                | 1. Barcellona        | 3 |  |            |            |  |  |        |        |
|  | 12. Peñas Huesca     |                      | 0                    |                      |                  | 1. Barcellona        | 3 |  |            |            |  |  |        |        |
|  |                      |                      |                      | 2. Joventut Badalona | 1                |                      |   |  |            |            |  |  |        |        |
|  | 2. Joventut Badalona | 2                    |                      | 2. Joventut Badalona | 1                |                      |   |  |            |            |  |  |        |        |
|  | 2. Joventut Badalona | 2                    | 7. Canarias Tenerife | 2                    |                  |                      |   |  |            |            |  |  |        |        |
|  |                      | 7. Canarias Tenerife | 7. Canarias Tenerife | 2                    | 0                |                      |   |  |            |            |  |  |        |        |
|  | 10. Oximesa Granada  | 7. Canarias Tenerife | 1                    |                      | 0                | 2. Joventut Badalona | 3 |  |            |            |  |  |        |        |
|  | 10. Oximesa Granada  |                      | 1                    |                      |                  | 2. Joventut Badalona | 3 |  |            |            |  |  |        |        |
|  |                      |                      |                      | 3. C.B. Saragozza    | 0                |                      |   |  |            |            |  |  |        |        |
|  | 3. C.B. Saragozza    | 2                    |                      | 3. C.B. Saragozza    | 0                |                      |   |  |            |            |  |  |        |        |
|  | 3. C.B. Saragozza    | 2                    | 6. Caja Bilbao       | 1                    |                  |                      |   |  |            |            |  |  |        |        |
|  |                      | 11. Caja de Àlava    | 6. Caja Bilbao       | 1                    | 0                |                      |   |  |            |            |  |  |        |        |
|  | 11. Caja de Àlava    | 11. Caja de Àlava    | 2                    |                      | 0                |                      |   |  |            |            |  |  |        |        |
|  | 11. Caja de Àlava    |                      | 2                    |                      |                  |                      |   |  |            |            |  |  |        |        |

| Liga ACB 1986-1987   |
| -------------------- |
| Barcellona 4º titolo |

## Formazione vincitrice
| N° | Naz.                   | Ruolo | Sportivo                  |  | Alt. |  |
| -- | ---------------------- | ----- | ------------------------- |  | ---- |  |
| 4  | Spagna (bandiera)      | AG    | Andrés Jiménez            |  | 205  |  |
| 5  | Spagna (bandiera)      | P     | Joaquim Costa             |  | 184  |  |
| 6  | Spagna (bandiera)      | A     | Chicho Sibilio            |  | 200  |  |
| 7  | Spagna (bandiera)      | P     | Ignacio Solozábal         |  | 185  |  |
| 8  | Spagna (bandiera)      | C     | Steve Trumbo              |  | 206  |  |
| 9  | Stati Uniti (bandiera) | A     | Kenny Simpson             |  | 195  |  |
| 10 | Spagna (bandiera)      | C     | Julián Ortiz              |  | 205  |  |
| 11 | Spagna (bandiera)      | C     | Juan Domingo de la Cruz   |  | 206  |  |
| 12 | Spagna (bandiera)      | P     | Jordi Soler               |  | 186  |  |
| 13 | Spagna (bandiera)      | C     | Ferrán Martínez           |  | 212  |  |
| 14 | Stati Uniti (bandiera) | C     | Wallace Bryant            |  | 213  |  |
| 15 | Spagna (bandiera)      | GA    | Juan Antonio San Epifanio |  | 198  |  |
|    | Spagna (bandiera)      | All.  | Aíto García Reneses       |  |      |  |